# 波闊諾克橋 (康乃狄克州)
波闊諾克橋（英語：Poquonock Bridge）是位於美國康乃狄克州新倫敦縣的一個人口普查指定地區。

## 地理
波闊諾克橋的座標為41°20′42″N 72°01′29″W / 41.34500°N 72.02472°W，而該地最高點為海拔高度5米（即16英尺）。

## 人口
根據2010年美國人口普查的數據，波闊諾克橋的面積為3.70平方千米，當中陸地面積為3.50平方千米，而水域面積為0.20平方千米。當地共有人口1727人，而人口密度為每平方千米466人。